# メヴリュット・チャヴシュオール
メヴリュット・チャヴシュオール（トルコ語: Mevlüt Çavuşoğlu, 1968年2月5日 - ）は、トルコ共和国の政治家、外交官である。2014年から2023年まで（アフメト・ダウトオール首班の選挙管理内閣を除き）同国外相を務めた。報道では「チャブシオール」の表記がなされることがある。

## 経歴・人物
1968年2月5日、アンタルヤ県アランヤにて出生。アンカラ大学で学び、政治学学士号を取得。アンカラ大学卒業後はアメリカ合衆国へ留学し、ロングアイランド大学で経済学の修士号を取得。その後にロングアイランド大学にて講師を務めた。
2001年にレジェップ・タイイップ・エルドアンらと共に公正発展党旗揚げに参加。
2002年11月3日に執行された総選挙に出馬し、地元たるアンタルヤ選挙区で初当選を果たす。
2010年1月にはメヴリュットは欧州評議会議員議会議長に選出され、2012年まで務めた。
2014年にメヴリュットはアフメト・ダウトオール首相の内閣の下で外務大臣に任命され、2015年8月まで在任して一度は退任したが、同年11月1日の総選挙の後、ダウトオール第3次内閣の下で再び外務大臣に就任。その後はレジェップ・タイイップ・エルドアン大統領が首相制度を廃止し、大統領直接統治による政治システムを敷いてトルコの国政を指導する体制となってからも2023年6月まで外務大臣を務めた。
2022年に勃発したロシア連邦によるウクライナ軍事侵攻に際してはセルゲイ・ラブロフ（ロシア連邦外務大臣）とドミトロ・クレーバ（ウクライナ外務大臣）の直接会談を仲介する役割を担った。
2022年9月22日、来たる27日に実施予定の故安倍晋三国葬儀にチャヴシュオール外務大臣がトルコ代表として参列することが、日本国外務省により発表された。

## ギャラリー

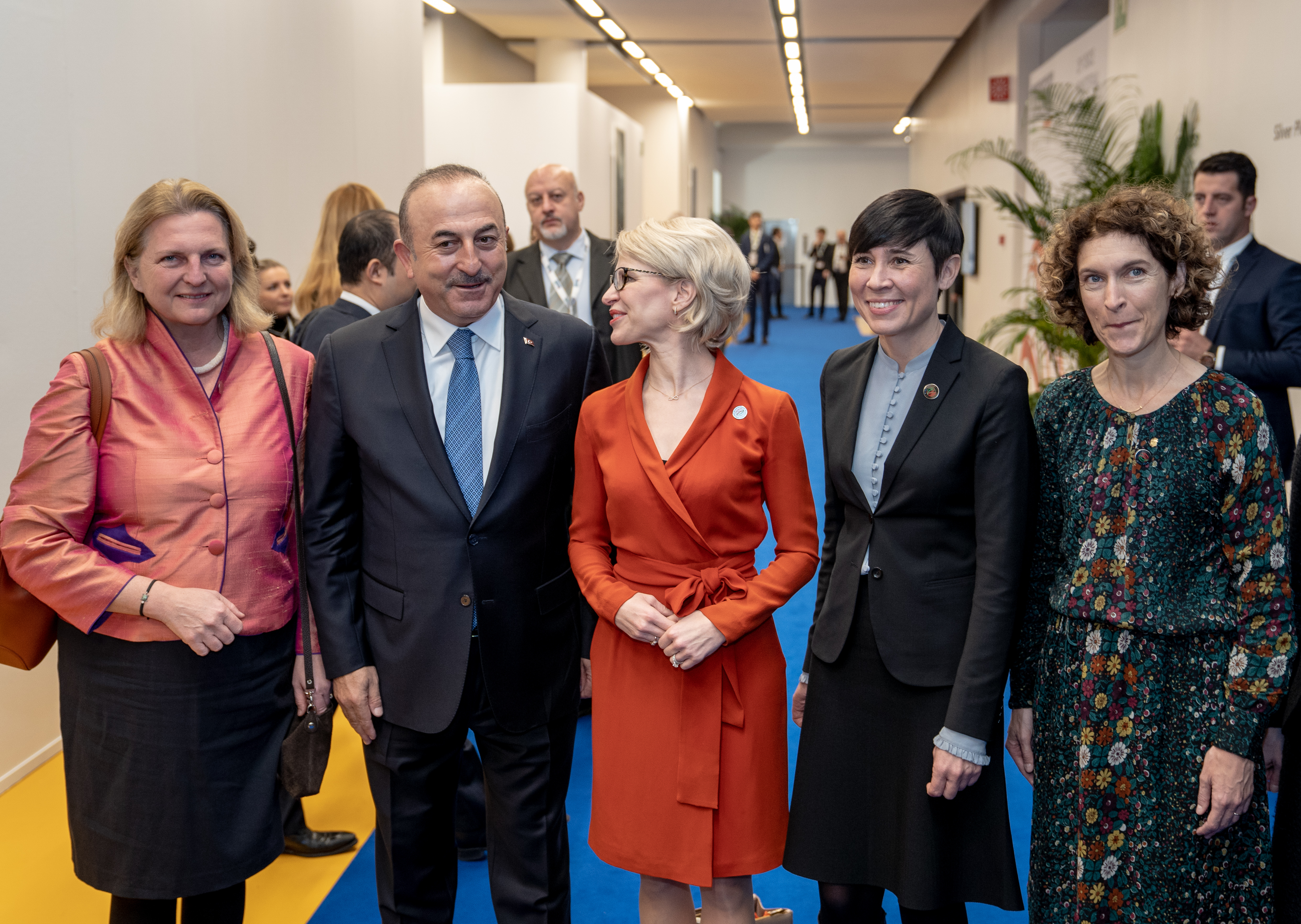
左からオーストリアのカリン・クナイスル外相、メヴリュット、リヒテンシュタインのアウレリア・フリック外相、ノルウェーのイネ・エリクセン・スールアイデ外相、アンドラのマリア・ウバック・フォン外相（2018年12月6日）
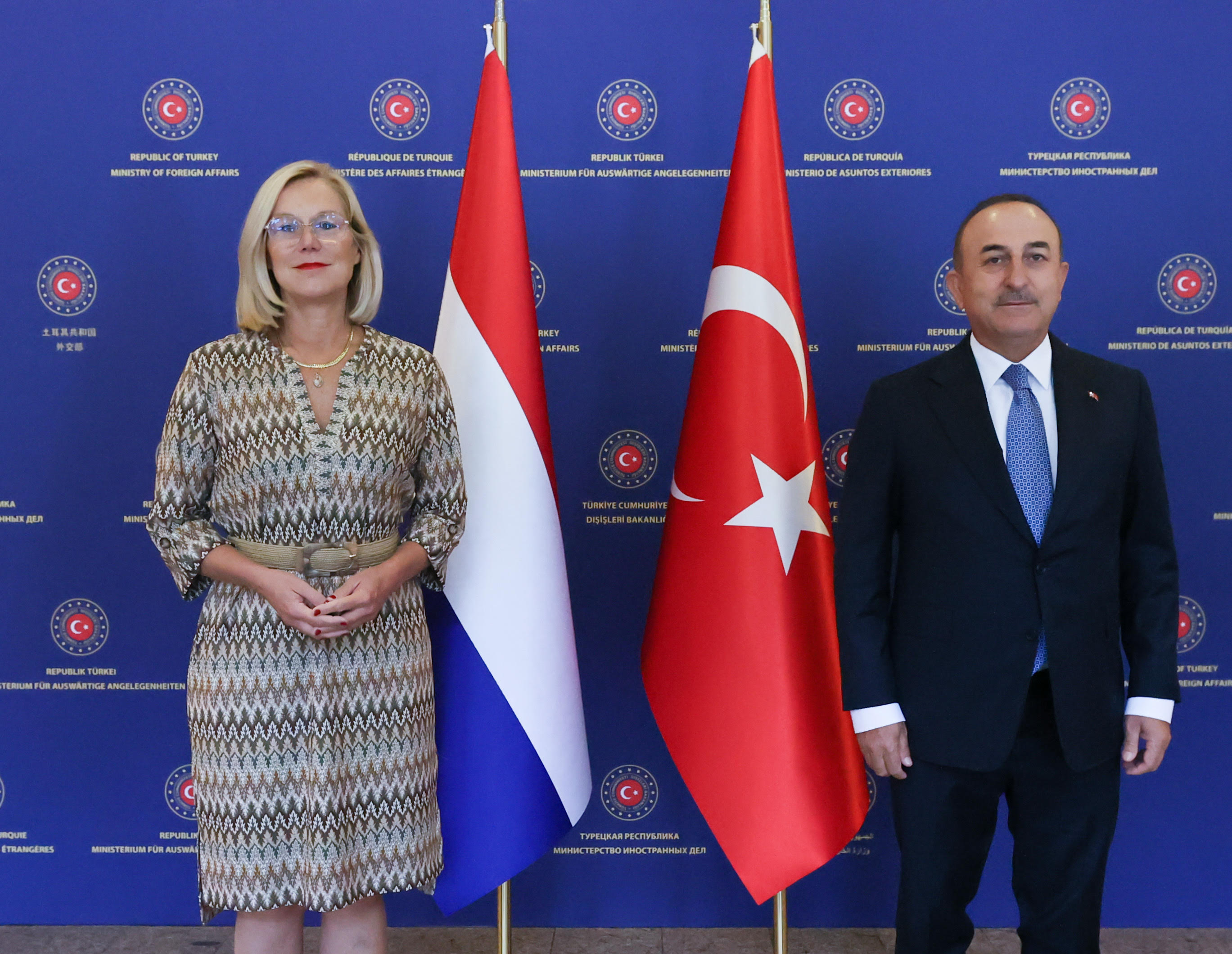
オランダのシグリット・カーフ外相と（2021年9月2日）
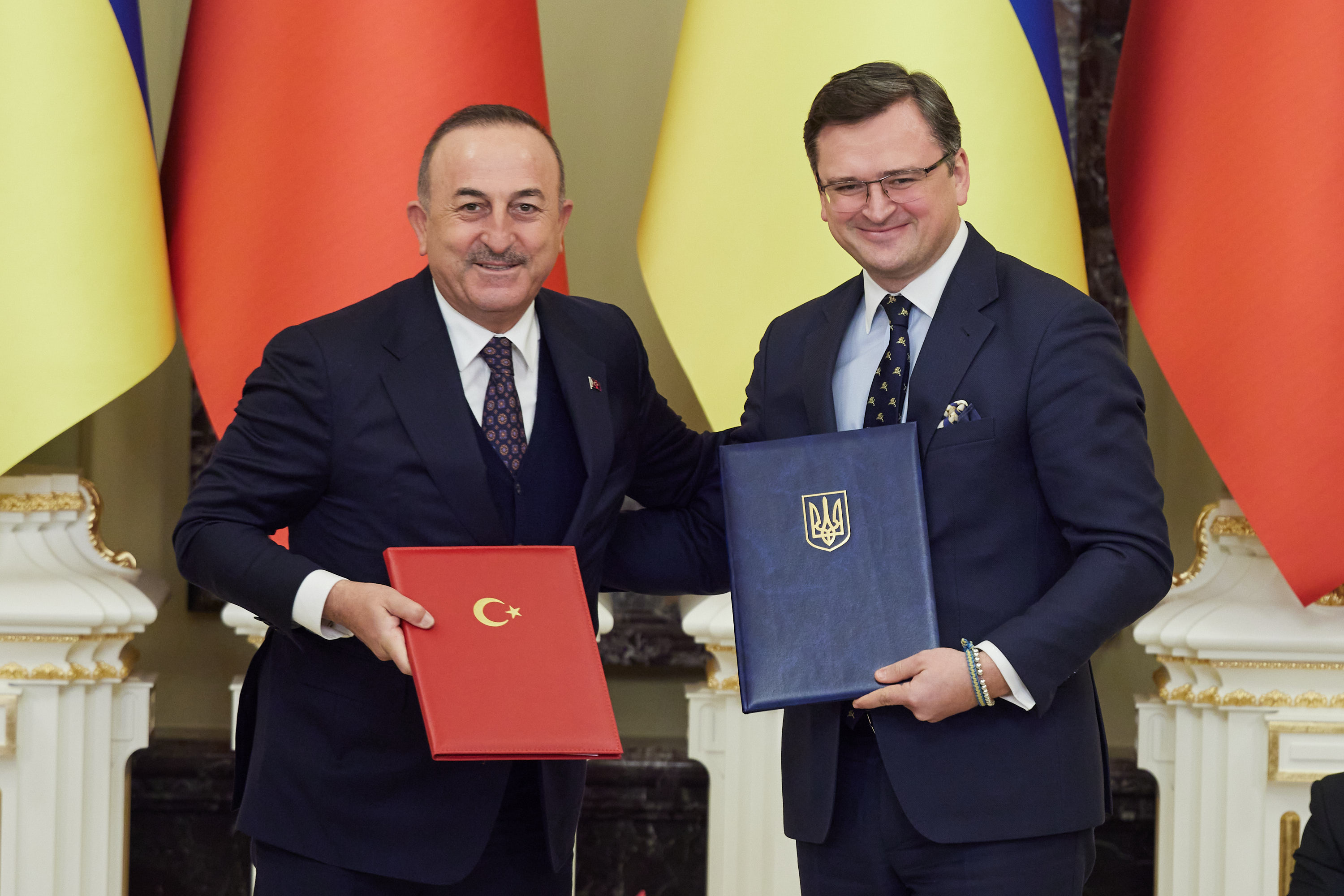
ウクライナのドミトロ・クレーバ外相と（2022年2月3日）
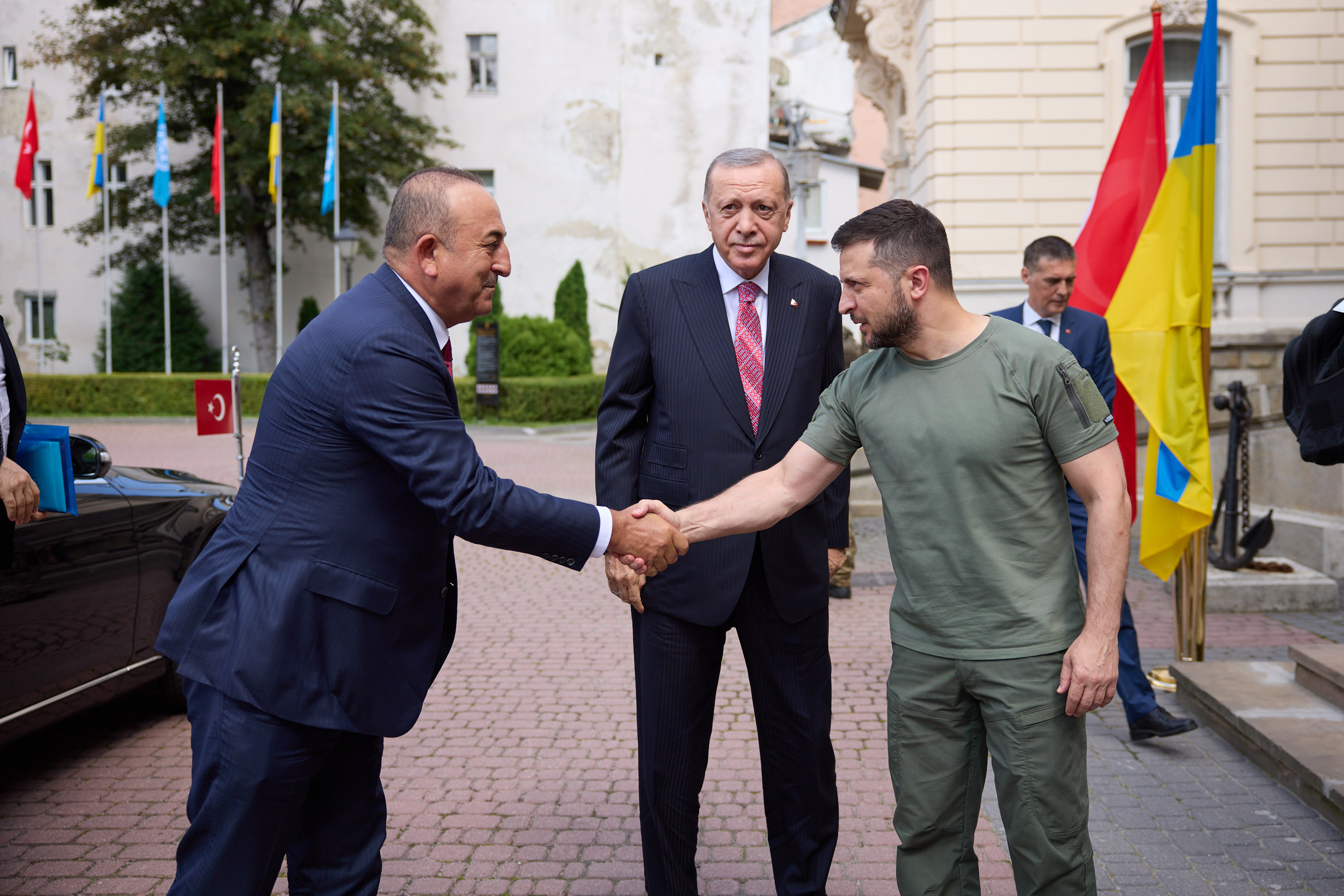
左からチャヴシュオール、トルコのレジェップ・タイイップ・エルドアン大統領、ウクライナのウォロディミル・ゼレンスキー大統領（2022年8月18日）

## 栄典
- 旭日大綬章（ 日本） - 2019年[10]